# 博薩哈河
博薩哈河（烏克蘭語：Босаха），是烏克蘭中部的河流，屬於姆諾加河的左支流。該河發源自邦達里以北，流經波爾塔瓦州的盧布尼區，河道全長14公里。